# Katav
Il fiume Katav (in lingua russa Kaтав), nella parte superiore Bol'šoj Katav (Большой Катав) è un fiume degli Urali meridionali, in Russia, che scorre nel Beloreckij rajon della Repubblica del Baškortostan; nel Katav-Ivanovskij rajon e nel distretto urbano di Ust'-Katav dell'oblast' di Čeljabinsk. Il fiume è un affluente di sinistra dello Jurjuzan'.
Ha origine nella regione di Čeljabinsk 2 km a ovest del monte Barskaja Šiška, scorre per circa 16 km attraverso il territorio del Baškortostan, dove riceve il Malyj Katav, e poi scorre nuovamente attraverso il territorio del distretto di Katav-Ivanovskij della regione di Čeljabinsk. Ci sono molte rapide sul fiume, la corrente è veloce e lungo le rive ci sono una dozzina di piccole grotte. Ha una lunghezza di 111 km, il suo bacino è di 1 100 km²; sfocia nello Jurjuzan' a 239 km dalla foce.

## Città attraversate
- Katav-Ivanovsk
- Ust'-Katav